# Smolnícka Huta
Smolnícka Huta (em alemão: Schmölnitze Hütte; em húngaro: Szomolnokhuta) é um município da Eslováquia, situado no distrito de Gelnica, na região de Košice. Tem 37,33 km² de área e sua população em 2018 foi estimada em 474 habitantes.

## Demografia
| Ano:        | 1994 | 2004 | 2014   | 2024   |
| ----------- | ---- | ---- | ------ | ------ |
| Broj ljudi: | 475  | 494  | 475    | 470    |
| Razlika:    |      | +4%  | -3,84% | -1,05% |

| Ano:               | 2023 | 2024   |
| ------------------ | ---- | ------ |
| Número de pessoas: | 478  | 470    |
| Diferença:         |      | -1,67% |